# Nachal Asaf
Nachal Asaf (hebrejsky נחל אסף) je vádí v jižním Izraeli, v severozápadní části Negevské pouště.
Začíná v nadmořské výšce okolo 100 metrů východně od vesnice Nirim a jihovýchodně od obce Ejn ha-Šloša. Směřuje pak k severovýchodu a severu zemědělskou krajinou, která díky soustavnému zavlažování ztratila svůj pouštní charakter. Koryto vádí se mírně zařezává do okolního terénu a vytváří kaňon, jehož dno a svahy jsou pokryty vegetací. Od jihu sem zprava ústí vádí Nachal Mivrach a Nachal Calif. U vesnice Re'im přijímá zleva od jihu krátké vádí Nachal Salim a o něco dále po proudu sem od západu ústí vádí Nachal Kisufim. Pak ústí zleva do vádí Nachal Besor.